# Knox County (Missouri)
Das Knox County ist ein County im US-amerikanischen Bundesstaat Missouri. Im Jahr 2020 hatte das County 3744 Einwohner und eine Bevölkerungsdichte von 2,9 Einwohnern pro Quadratkilometer. Der Verwaltungssitz (County Seat) ist Edina, das nach der Stadt Edinburgh in Schottland benannt wurde.

## Geografie
Das County liegt im Norden von Missouri, ist im Norden etwa 40 km von Iowa und im Osten etwa 50 km von Illinois entfernt. Es hat eine Fläche von 1313 Quadratkilometern, wovon 3 Quadratkilometer Wasserfläche sind. An das Knox County grenzen folgende Nachbarcountys:
|              | Scotland County | Clark County |
| Adair County |                 | Lewis County |
| Macon County | Shelby County   |              |

## Geschichte

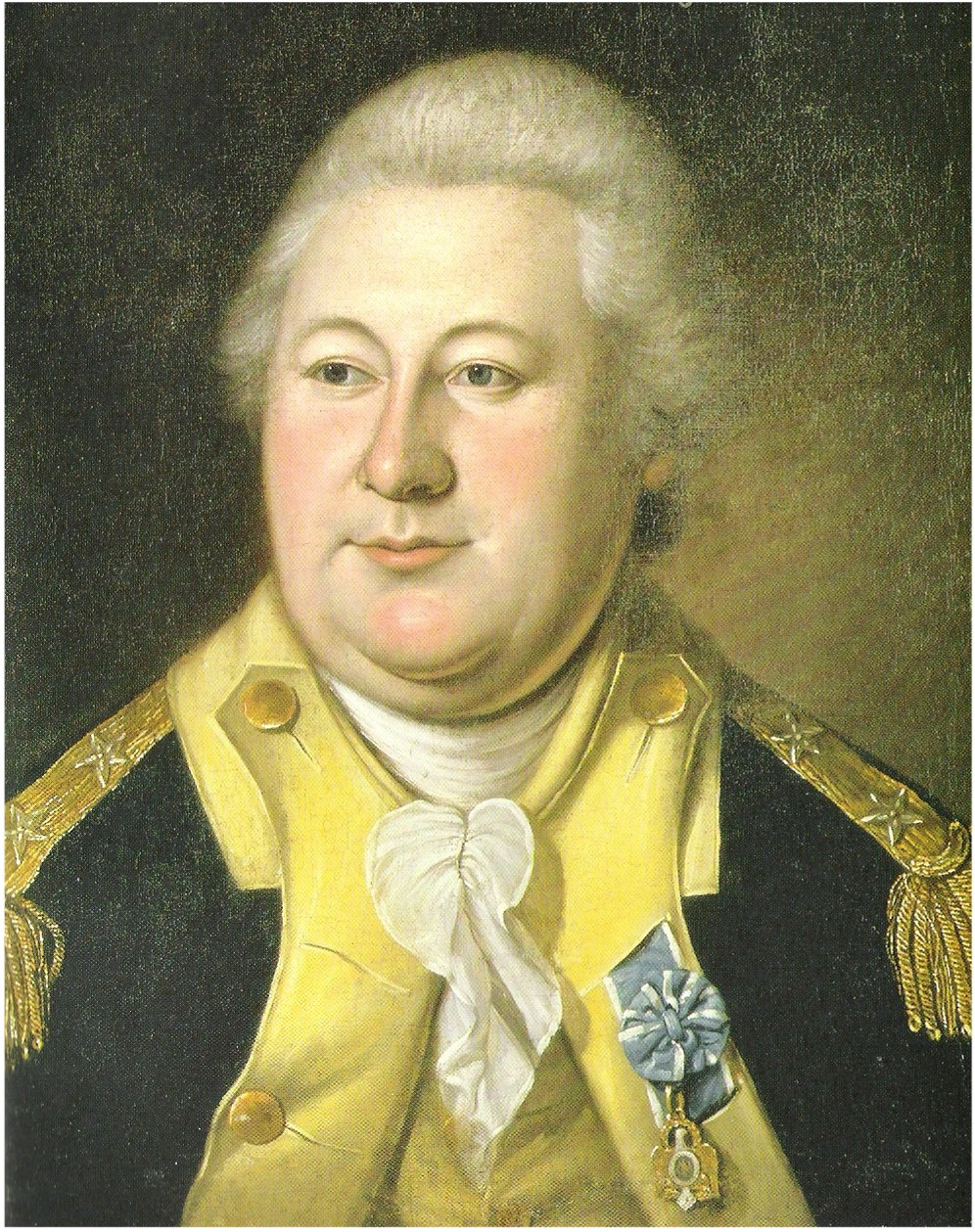
H. Knox

Das Knox County wurde 1845 gebildet. Benannt wurde es nach Henry Knox (1750–1806), dem ersten US-Kriegsminister von 1789 bis 1794.

## Demografische Daten
Nach der Volkszählung im Jahr 2010 lebten im Knox County 4131 Menschen in 1746 Haushalten. Die Bevölkerungsdichte betrug 3,2 Einwohner pro Quadratkilometer. In den 1746 Haushalten lebten statistisch je 2,28 Personen.
Ethnisch betrachtet setzte sich die Bevölkerung zusammen aus 98,1 Prozent Weißen, 0,4 Prozent Afroamerikanern, 0,2 Prozent amerikanischen Ureinwohnern, 0,3 Prozent Asiaten sowie aus anderen ethnischen Gruppen; 1,0 Prozent stammten von zwei oder mehr Ethnien ab. Unabhängig von der ethnischen Zugehörigkeit waren 1,1 Prozent der Bevölkerung spanischer oder lateinamerikanischer Abstammung.
24,5 Prozent der Bevölkerung waren unter 18 Jahre alt, 55,3 Prozent waren zwischen 18 und 64 und 20,2 Prozent waren 65 Jahre oder älter. 50,5 Prozent der Bevölkerung war weiblich.

Das jährliche Durchschnittseinkommen eines Haushalts lag bei 33.029 USD. Das Pro-Kopf-Einkommen betrug 18.481 USD. 20,5 Prozent der Einwohner lebten unterhalb der Armutsgrenze.

## Ortschaften im Knox County
| Citys - Baring - Edina - Hurdland - Knox City | Villages - Newark - Novelty |

Unincorporated Communities
| - Colony - Fabius - Forest Springs - Goodland | - Greensburg - Hedge City - Kenwood - Locust Hill | - Millport - Plevna |

## Gliederung
Das Knox County ist in 13 Townships eingeteilt:
| Township            | Einwohner (2010) | FIPS     |
| ------------------- | ---------------- | -------- |
| Bee Ridge Township  | 121              | 29-03988 |
| Benton Township     | 188              | 29-04708 |
| Bourbon Township    | 101              | 29-07552 |
| Center Township     | 1176             | 29-12556 |
| Colony Township     | 180              | 29-15652 |
| Fabius Township     | 223              | 29-23158 |
| Greensburg Township | 400              | 29-29386 |

| Township            | Einwohner (2010) | FIPS     |
| ------------------- | ---------------- | -------- |
| Jeddo Township      | 85               | 29-36660 |
| Liberty Township    | 311              | 29-42176 |
| Lyon Township       | 484              | 29-44732 |
| Myrtle Township     | 415              | 29-51032 |
| Salt River Township | 249              | 29-65576 |
| Shelton Township    | 198              | 29-67286 |
|                     |                  |          |